# Куцай Олександр Михайлович
Олександр Михайлович Куцай' (01.01.1964 — 10.01.2017) — український вчений, фізик, матеріалознавець, відомий фахівець у сфері дослідження вуглецевих, алмазоподібних плівок, графенів, нанотехнологій, оптичних методів дослідження матеріалів, CVD і PVD тонкоплівкових функціональних покриттів тощо.
Старший науковий співробітник Інституту надтвердих матеріалів імені В. М. Бакуля [Архівовано 14 березня 2018 у Wayback Machine.] НАН України, доктор технічних наук.
Захистив кандидатську дисертацію на тему: «Оптимізація оптичних характеристик захисних просвітлюючих покриттів та аморфних гідрогенізованих вуглецевих плівок» (1999).
2002—2003, 2009—2010 рр. працював в Університеті Гонконг. [Архівовано 4 листопада 2004 у Wayback Machine.]
Захистив докторську дисертацію на тему: "Наукові основи формування вдосконалених та високоякісних вуглецевих плівок функціонального призначення [Архівовано 10 серпня 2016 у Wayback Machine.] (березень 2016 року) Матеріали дисертації використовуються в навчальних курсах «Оптичне матеріалознавство», «Оптична метрологія та стандартизація» та «Оптична діагностика напівпровідників [Архівовано 14 березня 2018 у Wayback Machine.]» кафедри фізики функціональних матеріалів фізичного факультету [Архівовано 3 квітня 2018 у Wayback Machine.] Київського національного університету імені Тараса Шевченка.
«Я вважаю, що це серйозне крупне дослідження, яке включає наукові елементи, які ще довго будуть служити предметом вивчення та застосування», — академік Микола Новіков.

## Біографія
01.01.1964 року народився в с. Погреби Броварського району Київської області в сім'ї педагогів.
У 1990 році закінчив Київський державний університет ім. Т. Г. Шевченка за спеціальністю «Оптика і спектроскопія», фізик.
З 1990 по 2017 рр. працював в Інституті надтвердих матеріалів НАН України на посадах: стажер-дослідник (1990), інженер (1992), молодший науковий співробітник (1994), науковий співробітник (1999), старший науковий співробітник (2000) лабораторії наноструктурних і кристалофізичних досліджень. У 2012 році присвоєно вчене звання старшого наукового співробітника.
Стипендіат НАН України (1995), Соросовський стипендіат (1997), стипендіат Президента України (1998).
2002—2003, 2009—2010 рр. працював в Університеті Гонконгу [Архівовано 4 листопада 2004 у Wayback Machine.].
Дружина — Куцай Тамара Іллівна, журналіст.
Донька — Куцай Ярослава Олександрівна, журналіст.
Помер 10 січня 2017 року, похований у Києві.

## Наукові досягнення
- Тема кандидатської дисертації: «Оптимізація оптичних характеристик захисних просвітлюючи покриттів та аморфних гідрогенізованих вуглецевих плівок» (1999).
- Тема докторської дисертації: "Наукові основи формування вдосконалених та високоякісних вуглецевих плівок функціонального призначення [Архівовано 10 серпня 2016 у Wayback Machine.] (березень 2016 року)
- Шляхом залучення широкого кола традиційних та новітніх методів досліджень і визначення фізико-механічних характеристик тонкоплівкових вуглецевих структур вирішена важлива науково-технічна проблема зі встановлення взаємозв'язку між умовами отримання та подальшої модифікації вуглецевих плівкових конденсатів та їх структурою, властивостями та експлуатаційними характеристиками для ефективного практичного використання в промисловості.
- Встановлено взаємозв'язок між технологічними умовами осадження і структурними характеристиками та властивостями вуглецевих плівок, отриманих методами хімічного та фізичного осадження з газової сфери. Визначено робочі параметри сфер осадження полімероподібних, алмазоподібних і графітоподібних плівок та фактори, які детермінують їхні фізико-хімічні характеристики.
- Розраховано та експериментально підтверджено особливості наноструктурних трансформацій аморфних тетраедричних вуглецевих плівок при імплантації їх вуглецевими іонами.
- Практичним результатом проведених досліджень показано розроблені конструкції багатошарових покриттів з покращеними експлуатаційними характеристиками для інфрачервоного спектрального діапазону для традиційних плівкоформуючих матеріалів, а також захисних і одночасно просвітлюючих оптичних шарів алмазоподібного вуглецю.

## Наукові праці
Автор та співавтор близько 150 наукових робіт.
Бібліографічні посилання Google Академія: https://scholar.google.com.ua/citations?user=HWI_VkMAAAAJ&hl=uk
Diamond-like carbon films in multilayered interference coatings for IR optical elements /O.M.Kutsay, A.G.Gontar, N.V.Novikov at al., Diamond and Related Materials, Vol.10, Iss. 9–10, 2001
Nanostructuring of tetrahedral carbon films by carbon ion implantation/o.Kutsay, I.Bello, Y.Lifshitz at al., Diamond and Related Materials, V.12, Iss. 10–11, 2003
Transformation of semiconducting tetrahedral carbon films to semimetal nanocomposite materials by ion implantation /W.Y.Luk, O.Kutsay, I.Bello at al., Diamond and Related Materials, V.13, Iss. 4–8, 2004
Surface properties of amorphous carbon films /O.Kutsay, O.Loginova, N.Novikov at al., Diamond and Related Materials, V.17, Iss. 7–10, 2008[недоступне посилання з вересня 2019]
Studying Cubic Boron Nitride by Raman and Infrared Spectroscopies/ O.Kutsay, C.Yan, N.V.Novikov at al., Diamond and Related Materials, V.19, Iss. 7–9, 2010
High quality ZnO films deposited by radio-frequency magnetron sputtering using layer by layer growth method /Kutsay O.M., Ievtushenko A.I., Karpyna V.A., at al., Thin Solid Films, Vol. 518, 2010
The properties of hard ternary AlMgB composite films prepared by sputter deposition/O.Kutsay, Ce Y., Zhou Z.F., Chong Y.M., Liu C.P., at al., Thin Solid Films, Vol. 518, 2010
Distribution of Angular Mismatching Between Crystallites in Diamond Films Grown by Microwave Plasma/ , Fodchuk I.M., O.Kutsay at., Diamond and Related Materials, V.19, Iss. 5–6, 2010
Studying Cubic Boron Nitride by Raman and Infrared Spectroscopies/O.Kutsay, Yan Ce, Chong Y.M., Ye Q., Bello I.,at al., Diamond and Related Materials, V.19, Iss. 7–9, 2010
Study of temperature distribution in the channels of AlGaN/GaN HEMT devices by µ-Raman characterization techniques/ O.Kutsay, Kovac jr. J., Jha S.K., Jelenkovic E.V., at al., Advanced Semiconductor Devices & Microsystems (ASDAM), 8th International Conference, , IEEE digital library, 2010
The Effect of Titanium Dioxide on the Structure of Silicate Multicomponent Glasses/ O.Kutsay, Kukharenko S.A., Shilo A.E., at. al., Journal of Superhard Materials, Vol. 32, No. 6, 2010
The Study of the Interaction of Silicate Multicomponent Systems with Aluminum Oxide by Spectroscopic Methods/ O. Kutsay, Kukharenko S.A., Shilo A.E., at al., Journal of Superhard Materials, Vol. 33, No. 2, 2011[недоступне посилання з липня 2019]
Violet-blue LEDs based on p-GaN/n-ZnO nanorods and their stability/ Jha S., Qian J.C.,O.Kutsay, Kovac jr. J., at al., Nanotechnology, V.22, 2011 [Архівовано 30 березня 2018 у Wayback Machine.]
The Study of the Kinetics of Water Spreading on Solid Phases of Carbon Allotropic Materials/O.Kutsay, Perevertailo V.M., Gontar O.G., Journal of Superhard Materials, Vol. 33, No. 5, 2011 [Архівовано 3 червня 2018 у Wayback Machine.]
Amorphous carbon films — state of the art/O.Kutsay, Abstr. 12-th Int. Young Scientists Conf. «Optics and High Technology Material Science» (SPO 2011), , 2011
Aluminum induced formation of SiGe alloy in Ge/Si/Al thin film structure/ O.Kutsay, Jelenkovic E.V., Jha S., at al., Journal of Non–Crystalline Solids, Vol. 358, Iss. 4, 2012
Materials with extreme properties: Their structuring and applications/ O.Kutsay, Bello I., Chong Y.M., Ye Q, Yang Y., at al., Vacuum, Vol. 86, Iss. 1–2, 2012
Exploiting nanostructure-thin film interfaces in advanced sensor device configurations/ , Jha S.,O.Kutsay Wang H.E., Jelenkovic E.V., at al., Vacuum, Vol. 86, Iss. 6, 2012
Macro- and Nanoscopic Capillary Effects on Nanostructured Real Surfaces/ Efremov A.A.,O.Kutsay Lytvyn P.M., Gontar A.G., Starik S.P., at al., Journal of Superhard Materials, Vol. 34, No. 2, 2012 [Архівовано 30 березня 2018 у Wayback Machine.]
Near-Ultraviolet Light-Emitting Devices Using Vertical ZnO Nanorod Arrays/ , Jha S., Wang C.D.,O.Kutsay Luan C.Y., Liu C.P., Journal of Electronic Materials, Vol. 41, No. 5, 2012

## ЗМІ про науковця
http://www.irbis-nbuv.gov.ua/cgi-bin/suak/corp.exe?&I21DBN=SAUA&P21DBN=SAUA&S21STN=1&S21REF=10&S21FMT=elib_all&C21COM=S&S21CNR=20&S21P01=0&S21P02=0&S21P03=ID=&S21COLORTERMS=0&S21STR=0397961 [Архівовано 26 березня 2022 у Wayback Machine.]
http://www.irbis-nbuv.gov.ua/cgi-bin/irbis_nbuv/cgiirbis_64.exe?I21DBN=LINK&P21DBN=UJRN&Z21ID=&S21REF=10&S21CNR=20&S21STN=1&S21FMT=ASP_meta&C21COM=S&2_S21P03=FILA=&2_S21STR=Pimi_2012_15_70 [Архівовано 6 березня 2022 у Wayback Machine.]
http://www.kma.ks.ua/ua/images/academy/editorial_publishing_department/gazette/11_68.pdf [Архівовано 27 жовтня 2017 у Wayback Machine.]
https://scholar.google.com.ua/scholar?as_q=site%3Airbis-nbuv.gov.ua&as_sauthors=Куцай+О.&hl=uk
http://www.irbis-nbuv.gov.ua/cgi-bin/irbis_nbuv/cgiirbis_64.exe?I21DBN=LINK&P21DBN=UJRN&Z21ID=&S21REF=10&S21CNR=20&S21STN=1&S21FMT=ASP_meta&C21COM=S&2_S21P03=FILA=&2_S21STR=Pimi_2014_17_54 [Архівовано 7 березня 2022 у Wayback Machine.]
http://nbuviap.gov.ua/bpnu/index.php?familie=&ustanova=0&gorod=0&vidomstvo=%C2%F1%B3&napryam=0&napryam_google=0&hirsh_lt=&page=94
https://scholar.google.com.ua/citations?user=HWI_VkMAAAAJ&hl=uk
http://www.irbis-nbuv.gov.ua/cgi-bin/irbis_nbuv/cgiirbis_64.exe?I21DBN=LINK&P21DBN=UJRN&Z21ID=&S21REF=10&S21CNR=20&S21STN=1&S21FMT=ASP_meta&C21COM=S&2_S21P03=FILA=&2_S21STR=Pimi_2015_18_58 [Архівовано 7 березня 2022 у Wayback Machine.]
http://www.nas.gov.ua/UA/Messages/news/Pages/View.aspx?MessageID=2375